# 辽朝伊斯兰教
辽朝伊斯蘭教，是指伊斯兰教在契丹辽朝的发展。

## 发展

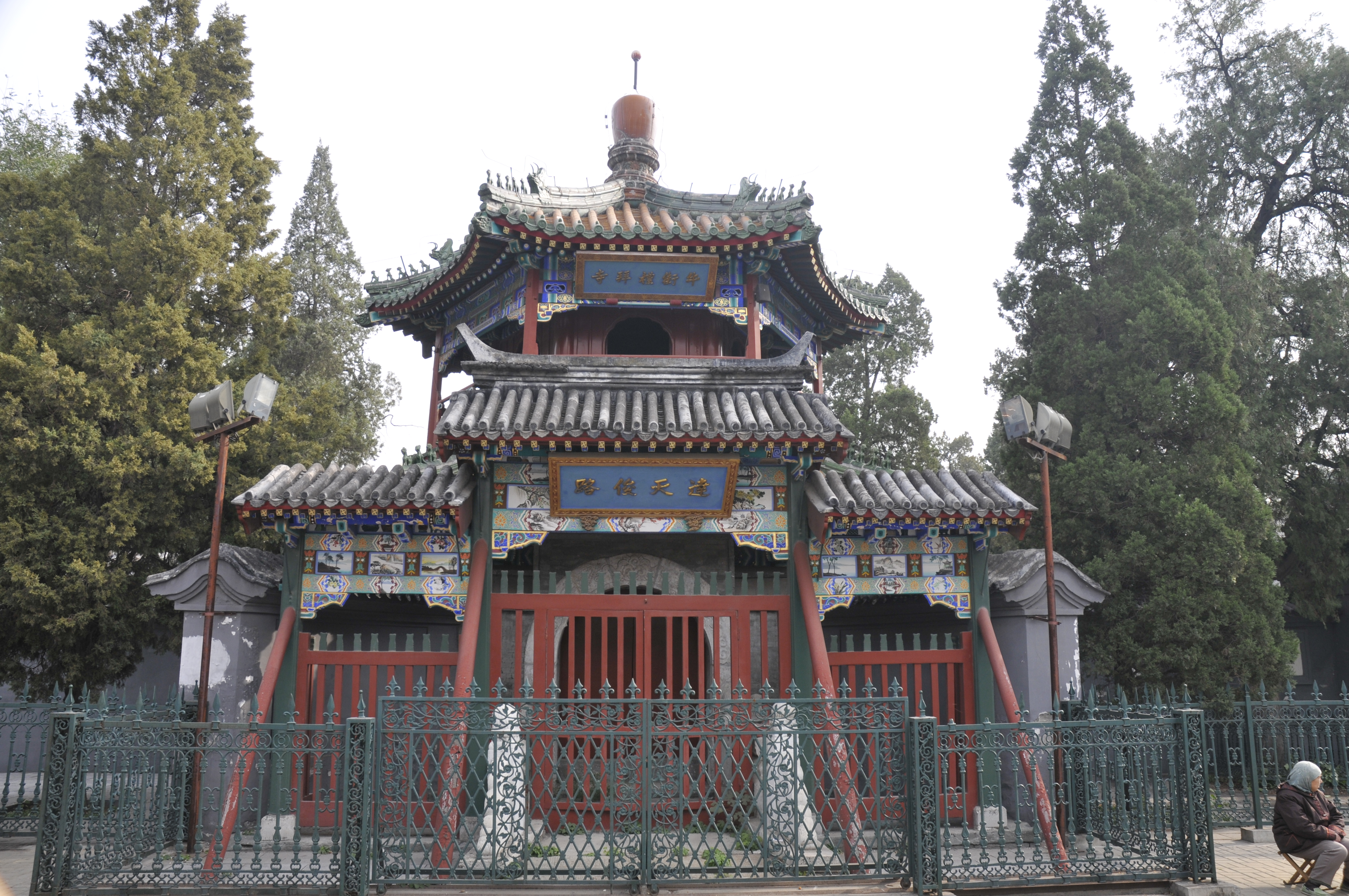
始建于辽代的北京牛街礼拜寺

辽代的汉人也把今阿姆河与锡尔河之间的地区的穆斯林王朝称为大食。《辽史·太祖本纪》记载，天赞二年（923年）“大食国来贡”，这个“大食”应当就是信奉伊斯兰教的萨曼王朝。伊斯兰教随着阿拉伯、波斯和中亚一带的穆斯林商人的商贸活动经由草原丝绸之路传入大漠南北。在北京（辽南京）有牛街清真寺。

## 西辽时期
辽宗室耶律大石在辽灭亡时开始西征，1124年在起儿漫称帝，后降伏信奉伊斯兰教的喀喇汗王朝，定都虎思斡耳朵。耶律大石建立的这个王朝，史学家一直视为契丹辽国皇统的延续，称其为“西辽”。西辽境内的宗教主要有伊斯兰教、佛教和景教，穆斯林占多数，势力最大。而西辽皇族一直是佛教信徒。耶律大石才废止了喀喇汗宗教排他行为，佛教有所复兴，也允许伊斯兰教的存在与发展。例如教职人士可以征收宗教税，可以按照伊斯兰教法处理部分民事案件。1211年屈出律篡位，放弃了宗教多元化政策，要求穆斯林改宗，引发穆斯林的激烈反抗，后成吉思汗派大将哲别征讨西辽，当地穆斯林率先倒戈，西辽灭亡。